# Antônio Granja
Antônio Pinheiro Granja (Jaguaribara, 28 de abril de 1957) mais conhecido como Antônio Granja é um administrador e político brasileiro filiado ao Partido Socialista Brasileiro. Atualmente exerce seu quinto mandato de Deputado Estadual pelo Ceará, sendo o primeiro na condição de suplente.

## Desempenho eleitoral
| Ano  | Eleição           | Cargo             | Partido            | Partido | Coligação                                            | Vice   | Votos para Antônio Granja | Votos para Antônio Granja | Votos para Antônio Granja | Resultado | Ref   |
| Ano  | Eleição           | Cargo             | Partido            | Partido | Coligação                                            | Vice   | Total                     | %                         | P.                        | Resultado | Ref   |
| ---- | ----------------- | ----------------- | ------------------ | ------- | ---------------------------------------------------- | ------ | ------------------------- | ------------------------- | ------------------------- | --------- | ----- |
| 2006 | Estadual do Ceará | Deputado Estadual |                    | PSB     | PSB, PT, PMDB, PP                                    |        | 46.259                    | 1,13%                     | 18.º                      | Eleito    | [ 3 ] |
| 2010 | Estadual do Ceará | Deputado Estadual | PRB, PT, PMDB, PSB | PSB     |                                                      | 50.274 | 1,40%                     | 23.º                      | Eleito                    | [ 4 ]     |       |
| 2014 | Estadual do Ceará | Deputado Estadual |                    | PROS    | PRB, PT, PTB, PSL, PHS, PV, PSD, Solidariedade, PROS |        | 51.368                    | 1,15%                     | 23.º                      | Eleito    | [ 5 ] |
| 2018 | Estadual do Ceará | Deputado Estadual |                    | PDT     | PP, PDT, PR, DEM, PRP                                |        | 49.148                    | 1,08%                     | 32.º                      | Eleito    | [ 6 ] |
| 2022 | Estadual do Ceará | Deputado Estadual | Partido Isolado    | PDT     |                                                      | 49.581 | 0,97%                     | 49.º                      | Não Eleito                | [ 7 ]     |       |